# Nils Meinander

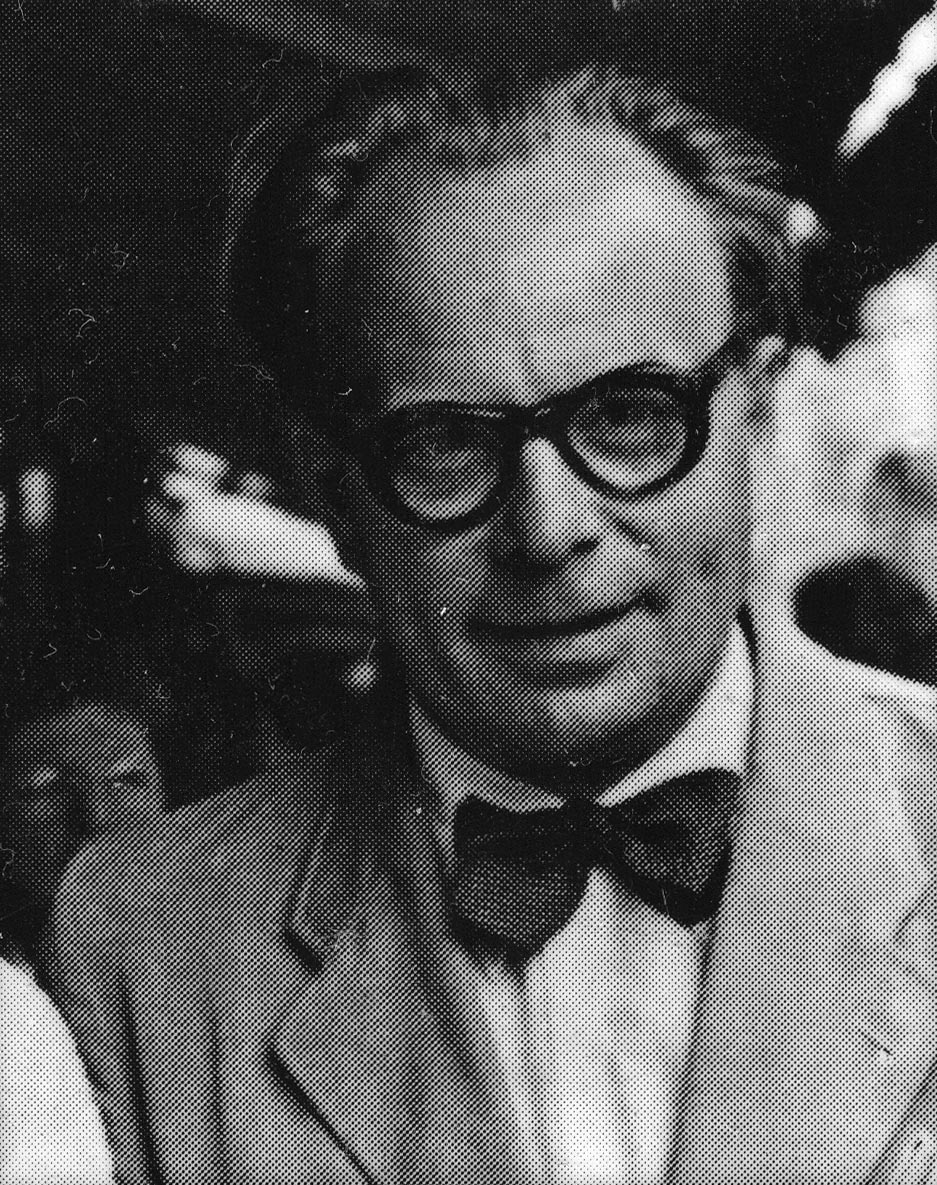
Nils Meinander

Tor Nils Hilding Meinander (* 4. August 1910 in Ekenäs; † 3. Juli 1985 in Helsinki) war ein finnischer Wirtschaftswissenschaftler, Hochschullehrer für Volkswirtschaftslehre und Politiker der Schwedischen Volkspartei SFP (Svenska folkpartiet), der unter anderem zwischen 1945 und 1962 Mitglied des Parlaments (Riksdagen) sowie stellvertretender Ministerpräsident und Finanzminister war.

## Leben

### Studium, Dozent und Zweiter Weltkrieg
Nils Hilding Meinander, Sohn von Sven Hilding Andreas Meinander und dessen Ehefrau Anna Amanda Grotenfelt, begann nach dem Schulbesuch 1928 ein Studium der Volkswirtschaftslehre, das er 1933 mit einem Bachelor (Filosofian kandidaatti) beendete. Neben seinem Studium war er zwischen 1929 und 1934 Angestellter der Bank der Nordischen Union (Nordiska Föreningsbanken) sowie im Anschluss von 1934 bis 1936 Generalvertreter des Zentralvorstands der Schwedischen Volkspartei SFP (Svenska folkpartiet). 1937 war er auch eine der treibenden Kräfte bei der Gründung des Neoliberalen Studentenwerks (Nyliberala studentförbundet), das ihn 1945 als Kandidat für den Reichstag unterstützte. Er war daraufhin zwischen 1937 und 1942 Herausgeber der Hufvudstadsbladet, der auflagenstärksten schwedischsprachigen Tageszeitung Finnlands. Daraufhin unterrichtete er zwischen 1942 und 1944 als Lektor Volkswirtschaftslehre und Wirtschaftstheorie an der Wirtschaftswissenschaftlichen Fakultät der 1918 gegründeten Åbo Akademi in Turku und war zudem von 1943 bis 1944 Stellvertretender Leiter des Staatlichen Informationsinstituts (Statens Informationsverk).
Er gehörte während des Fortsetzungskrieges (25. Juni 1941 bis 19. September 1944) zwischen Finnland und der Sowjetunion, der mit einem sowjetischen Sieg endete und am 19. September 1944 zum Waffenstillstand von Moskau führte, zur Friedensopposition. Darauf wurde er im August 1944 angeklagt wegen seiner Beteiligung an Selvät sanat, einer Untergrund-Zeitung, die den Frieden propagierte und in den letzten Kriegsmonaten hauptsächlich an Entscheidungsträger verteilt wurde. Das Ziel wurde jedoch nach dem Waffenstillstandsabkommen mit der Sowjetunion fallen gelassen.

### Abgeordneter und Hochschullehrer

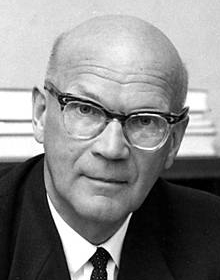
Der Ministerpräsident und spätere Präsident der Republik Finnland Urho Kekkonen wurde anfangs von Meinander unterstützt, ehe die beiden in den 1950er Jahren in Konflikt gerieten.

Bei Ende des Zweiten Weltkrieges wurde Nils Meinander bei der Parlamentswahl am 17. und 18. März 1945 für die Schwedische Volkspartei SFP (Svenska folkpartiet) erstmals zum Mitglied des Parlaments (Riksdagen) gewählt und gehörte diesem nach seinen Wiederwahlen zunächst zwischen dem 6. April 1945 und dem 28. März 1954 zunächst als Vertreter für den Wahlkreis Uusimaa sowie anschließend vom 29. März 1954 bis zum 19. Februar 1962 für den Wahlkreis Helsinki an. Zu Beginn seiner Parlamentszugehörigkeit war er zwischen 1945 und 1949 Vorsitzender des Bankenausschusses.
Neben seiner Abgeordnetentätigkeit war er zwischen 1945 und 1950 zunächst Lektor für Wirtschaftswissenschaften an der Schwedischen Handelshochschule (Svenska handelshögskola). Er erwarb 1950 ein Lizenziat und schloss auch eine Promotion zum Doktor der Philosophie mit der Dissertation Skogshushållning och sågverksrörelse i Torneå, Kemi och Simo älvdalar ab, in der er sich mit der wirtschaftlichen Situation von Forstwirtschaft und Sägewerksbetrieben in Torneå, Kemi und Simo befasste. Im Anschluss war er zwischen 1950 und 1953 Dozent für Wirtschaftswissenschaften an der Schwedischen Handelshochschule sowie zugleich Angestellter des Wirtschaftsforschungsinstituts der Finlands Bank, der Zentralbank Finnlands.

### Minister, stellvertretender Ministerpräsident und Konflikt mit Kekkonen

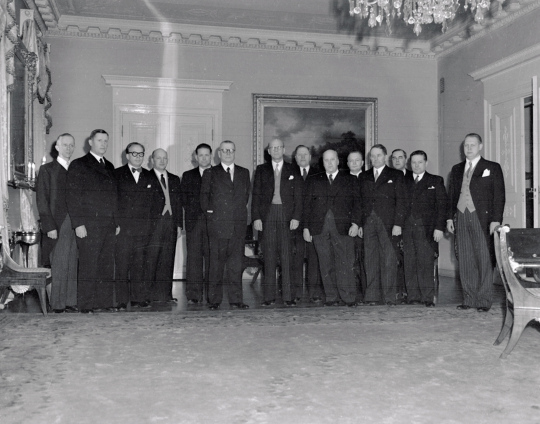
Kabinett Kekkonen I (1950)

Am 17. März 1950 wurde Meinander als Minister im Finanzministerium (2. Finansminister) in das Kabinett Kekkonen I berufen und bekleidete dieses Amt bis zum 17. Januar 1951. Das Amt als Minister im Finanzministerium übernahm er zwischen dem 9. Juli und dem 17. November 1953 auch im Kabinett Kekkonen IV. Daraufhin über nahm er 1953 eine Professur für Wirtschaftswissenschaften an der Schwedischen Handelshochschule und lehrte dort bis 1973.
Nils Meinander wurde am 27. Mai 1957 in das Kabinett Sukselainen I und fungierte in diesem bis zum 1. Juli 1957 als stellvertretender Ministerpräsident (Vice Premiärminister) und als Finanzminister (Finansminister).
Er war ursprünglich einer der Anhänger des Ministerpräsidenten und späteren Präsidenten der Republik Finnland Urho Kekkonen, geriet aber Ende der 1950er Jahre in Konflikt mit diesem, was das Ende seiner politischen Karriere bedeutete. Dieser Konflikt führte dazu, dass er einer der Initiatoren des sogenannten Honkaförbundet/Honka-liitto, eine politische Gruppierung, die 1961 Justizkanzler Olavi Honka als Gegenkandidaten für Urho Kekkonen bei den Präsidentschaftswahlen 1962 aufstellte. Die Parteien dieses so genannten Honka-Bundes, zu dem so unterschiedliche Parteien wie die Sozialdemokratische Partei Finnlands und die rechtskonservative Nationale Sammlungspartei gehörten, verband in erster Linie die Unzufriedenheit mit Amtsinhaber Urho Kekkonen. Die Propaganda der finnischen Kommunisten stempelte Honka als rechtsradikalen Kandidaten, der die auf Freundschaft mit der Sowjetunion ausgerichtete außenpolitische Linie des Landes ändern wolle. Das hinter Honka stehende Parteienbündnis zerbrach im November 1961, nachdem im Verlauf der Notenkrise deutlich geworden war, dass die Kandidatur Honkas auf massive außenpolitische Schwierigkeiten stieß. Honka verzichtete am 23. November auf seine Kandidatur.
1970 wurde Meinander Direktor des Wirtschaftsforschungszentrums und veröffentlichte 1977 seine politischen Memoiren, Insyn och afterklokhet (1977), denen die autobiografisch geprägten Bücher Det fria Finland formas (1980), ein Exposé über die 1920er Jahre, und Finland reifes (1983), eine Sammlung von Essays über die finnischen 1930er Jahre, folgten. Er war zweimal verheiratet. Aus seiner ersten 1937 geschlossenen Ehe mit Gunnel Estlander gingen drei Söhne hervor, darunter der älteste Sohn Martin Meinander (1940–2004), ein Professor für Insektenkunde und Stadtdirektor von Helsinki. Aus seiner zweiten 1947 geschlossenen Ehe mit der Wirtschaftswissenschaftlerin Anita Gabriella Cavén gingen ein weiterer Sohn und eine Tochter hervor.

## Veröffentlichungen
- En krönika om vattensågen (1945)
- Tungt skadestånd. Vad krigsskadeståndet till Ryssland innebär för Finlands folkhushåll (1946)
- Folkhushållningens grundfrågor (1948)
- Skogshushållning och sågverksrörelse i Torneå, Kemi och Simo älvdalar (1950)
- Ränteeffekten. En studie över räntans roll i moderna samhällen (1955)
- Det tillbakahållna välståndet (1958)
- Penningpolitik under etthundrafemtio år. Finlands Bank 1811–1961 (1963)
- Gränges – en krönika om svensk järnmalm (1968)
- Ekonomerna och verkligheten (1968)
- Pengarna i den ekonomiska politiken (1976)
- Insyn och efterklokhet. Politiska minnen 1940–1962 (1977, Neuauflage 1978)
- Det fria Finland formas (1978)
- Finland mognar (1983)